# Холми (селище)
Хо́лми — селище Корюківського району Чернігівської області України, входить у Холминську селищну громаду, розташоване на Придніпровській низовині на річці Убеді (притока Десни). У  населеному пункті працюють спиртовий, цегельний, маслоробний заводи, лісозавод, краєзнавчий музей. Населення — 2.4 тис. осіб (1 січня 2022). Селищній раді підпорядковано також села Кучугури, Олешня, Ченчики.

## Географія
Розташоване на правому березі річки Убеді, на відстані 35 км від районного центру та залізничної станції Корюківка Південно-Західної залізниці. Через селище проходить автошлях Чернігів—Холми—Семенівка. Неподалік від селища розташовані заповідні урочища «Кістерська Дача» і «Холминська Дача».

## Історія

### Козацька доба
Населений пункт засновано в середині XVI ст. Напередодні визвольної війни українського народу під проводом Богдана Хмельницького він належав Каспару Борковському — «комісару й комірнику литовському», вбитому повстанцями в 1648 році. Після возз'єднання України з Росією село входило до складу Понорницької сотні Чернігівського полку. За гетьманським універсалом Івана Самойловича 1672 року воно було закріплено за військовим товаришем, згодом полковником Василем Дунін-Борковським, нащадки якого володіли Холмами до 30-х років XIX століття.
Селяни займалися хліборобством. Але піщані ґрунти були малородючими, тому основним джерелом існування стало ремесло. Посполиті виготовляли колеса, вози, сани, різний дерев'яний посуд і продавали їх у Понорниці, Коропі, Воронежі. 1674 року на річці Убеді біля села поміщик загатив греблю й поставив млин, а також побудував рудню для виробництва заліза, наприкінці XVII ст. заснував винокурню. У 1730 році в Холмах налічувалося 58 дворів. Це були селянські й козацькі господарства. Але з часом козаки бідніли й перетворилися на кріпаків. Так, якщо в 1746 році тут ще жило 96 козаків, то на кінець XVIII ст. село повністю вважалося кріпацьким.

### Часи Російської імперії
З ліквідацією полкового устрою Холми в 1797 році стали центром однойменної волості Сосницького повіту. 1810 року тут жило 768 чоловік, у тому числі селян — 763 (чоловіків — 380 і жінок —383). Життя їх з кожним роком погіршувалося. Якщо раніше вони відробляли на тиждень 3 дні панщини, то тепер працювали — 4—5 днів. Земля погано оброблялася, бо більш як у половини селян не було робочої худоби. Урожайність зернових становила 20—25 пудів з десятини.
Під час франко-російської війни 1812 року населення Холмів допомагало, чим могло, російській армії вигнати з країни наполеонівські полки. 30 чоловіків пішло в народне ополчення, багато кріпаків були погоничами в обозі, доставляли продовольство, фураж.
Наприкінці 30-х років XIX ст. селяни Холмів ще більш збідніли. За даними 1839 року тут налічувалося 189 селянських дворів, з них у 59 не було робочої худоби, 41 господар мав по одному волу чи коню, а близько десяти вдів та бобилів не мали навіть хати. Лише 25 сімей могли обійтися своїм хлібом, 36, щоб прожити до нового врожаю, займалися виготовленням виробів з дерева, решта просто голодувала. Поміщик нещадно експлуатував кріпаків, примушував їх два тижні із трьох відбувати панщину й виконувати грошові та інші повинності, непокірних карав. Шляхом жорстокої експлуатації кріпаків у 1853 році власник села заснував цукровий завод, де працювало 188 чоловік. У селі також діяли чинбарня, винокурня, ливарня і каретна фабрика. Тут застосовувався переважно труд кріпаків. Тяжкі умови праці, злидні викликали у них незадоволення. 21 серпня 1859 року понад 1200 селян Холмів і сусідніх сіл підняли повстання проти поміщиці Максимової. Вони вимагали, як писала газета О. І. Герцена «Колокол»( "Дзвін"), полегшення панщини, щоб один, а не два тижні працювати на поміщицю і один на себе. Але Максимова відмовила їм і викликала поліцію. Так розпочався один зі значних селянських виступів в Україні проти поміщицького гніту напередодні скасування кріпосного права. Селяни Холмів відмовилися виходити на панщину, вимагали її скасування. Ні погрози земельного справника й пристава Сосницького повіту суворо покарати бунтівників, ні прибуття в село 4-го резервного батальйону Кременчуцького полку не залякали їх. Тоді за наказом губернатора 22 серпня 1859 року сюди приїхали штаб-офіцер жандармського корпусу з жандармами й чиновник надзвичайних доручень. Коли о 14 годині на майдані вишикувалося 275 солдатів і зібрали всіх кріпаків Холмів та навколишніх сіл, штаб-офіцер зачитав витяги із законів про суворе покарання за непокору. Але селяни одностайно заявляли, що воліють краще вмерти, ніж виконувати панщину, їх дії були такими рішучими, що жандарми не наважилися вдатися до сили. Про стійкість кріпаків повідомили губернатора, який через два дні наказав відрядити в Холми ще два батальйони. 1 вересня о 8-й годині ранку солдати знову зігнали на майдан усіх селян маєтку й оточили їх. Кріпаків ще раз закликали скоритися, щоб заслужити помилування і прощення. Але вони відповіли, що не вважають себе винними й панщину відбувати не будуть. Карателі люто розправилися з селянами. Вони заарештували й віддали до військового суду вісім чоловік, з яких Андрія Корха і його дружину Зіновію, Пантелеймона Андрійчика, Івана Шевчика, Гордія Савруя, Павла Корха, Федора Кириченка було засуджено на каторжні роботи, а Василя Мелашенка — на довічне заслання у Сибір. Після винесення вироку їх відправили з Сосниці в Холми. Тут, на майдані, в присутності селян арештантів потаврували гарячим залізом, побили різками, закували в кайдани й вислали в Іркутську губернію. Письмове прохання до Олександра II про помилування в 1860 році було відхилено. І навіть після відбуття строку покарання царський уряд відмовив Зіновії Корх повернутися в рідне село. Витрати на каральну експедицію в розмірі 6958 крб було вирішено стягнути з кріпаків, але селяни жили так бідно, що не спроможні були сплатити цю суму, й сенат мусив списати її за рахунок казни.
Не поліпшилось економічне становище селян і після скасування кріпосного права. За уставною грамотою вони одержали 1959 десятин землі, або по 4 десятини на ревізьку душу, за що повинні були сплатити викуп 64 586 крб 16 коп. Внести таку суму холминці не могли навіть за кілька десятків років. Багато з них не викупили своїх наділів до самої революції 1905 року. У селян не тільки грошей, а й хліба не вистачало, щоб прогодувати сім'ю до нового врожаю. Земля вимагала доброго обробітку, а в 1872 році на 1199 чоловік населення припадало лише 220 коней. До того ж розподілялися вони нерівномірно. Багато селян продавали свої наділи і йшли на заробітки до поміщика в економію чи на цукровий завод. Оскільки в Холмах було вдосталь робочої сили, а закупівельні ціни на сільськогосподарську сировину лишалися низькими, незабаром тут виникло ще 4 підприємства, що виробляли крохмаль, спирт, вичинювали шкіри, круподерка.
Підприємці наживалися коштом робітників. На цукровому заводі робочий день тривав 12—14 годин, а заробітна плата становила 7 крб 50 коп. на місяць. Протестуючи проти нещадної експлуатації, робітники підприємства 18 жовтня 1898 року оголосили страйк. Однак адміністрація відмовилася підвищити заробітну плату, й частина робітників залишила завод.
На початку XX ст. суперечності між підприємцями й поміщиком з одного боку, й робітниками та селянами з другого, ще більше загострилися. У 1905—1907 рр. в селі розгорнула активну діяльність соціал-демократична група. Вона організовувала маївки, піднімала робітників і селян на революційні виступи. 1907 року в лісі, неподалік хутора Ченчиків, сталася збройна сутичка з поліцією, під час якої було вбито одного з активних учасників революційних подій Г. В. Моторного.
Столипінська реформа, яка сприяла зміцненню заможних господарств, примусила селян за безцінь продавати землю більш заможним односельцям, йти до них у найми або на підприємства, яких все більшало. 1910 року в селі працювали цукровий, винокурний, цегельний, лісопильний заводи, паровий млин та крупорушка".
З розвитком промисловості розширювалося село, зростала кількість населення. На 1910 рік тут жило понад 2 тис. чоловік, а медичне обслуговування залишалося незадовільним. У 1909 році в Холмах діяв медпункт, де працював один фельдшер. Низьким був і освітній рівень селян. У 1878 році відкрито парафіяльну школу, і тільки через 21 рік земство створило двокласну школу.

### Українська революціятаукраїнсько-більшовицька війна
У 1917 році селище входить до складу Української Народної Республіки.
В листопаді 1917 року селяни самочинно відібрали землю й майно поміщика й розподілили їх між собою.
27 січня 1918 року більшовицький 1-й Мінський революційний загін в ході війни проти незалежної УНР захопив Холми.
З травня 1918 року селище належить до Української Держави гетьмана Павла Скоропадського. Більшовиків було вибито із села силами гетьманських та австро-німецьких військ.
Після повалення влади гетьманату військами Директорії, в селищі відновлено владу УНР.
25 грудня 1918 року червоноармійці Ніжинського полку знову захопили Холми. Цього разу радянська окупація прийшла в селище надовго — аж до початку німецько-радянської війни.
У січні 1919 року відкрито початкову 4-класну й вис:;-2-класну школи, де навчалося 209 школярів. 18 березня відбулися вибори вольного виконкому та Ради робітничих, селянських і червоноармійських депутатів. 19 березня створено партійний осередок, до якого входило 9 членів партії. Його очолив А. М. Турас. Великі труднощі довелося долати першим комуністам. У Холмах не вистачало продовольства, палива, понад три місяці вчителі не одержували заробітної плати. Посилився рух українського антикомуністичного опору. Потрібні були рішучі заходи. Партосередок разом з сільрадою, комітетом бідноти в середині червня конфіскували поміщицьке майно, худобу, відібрали в куркулів лишки землі й хліба й розподілили їх серед малоземельних і безземельних селян. З наближенням денікінського фронту проведено примусову мобілізацію чоловіків з окупованих територій до лав Червоної Армії.
На початку 1920 року по землях, які до революції належали поміщику й винокурному заводу, організовано винний радгосп, за яким закріпили 206 га землі, в тому числі 144 га орної. Господарству належало 32 житлові й виробничі приміщення, 3 жатки, 2 сінокосарки, 4 молотарки, 7 сівалок, 74 плуги й лише 7 коней та 1 віл. Нестача тяглової сили негативно позначилася на проведенні сівби. У 1920 році було посіяно лише 49 га озимини. На винокурному заводі, який входив до винрадгоспу, працювало 12 робітників, діяли смолокурня, слюсарня й кузня.
Партійна організація велику увагу приділяла молоді, проводила серед неї політико-ідеологічну роботу, завдяки чому в січні 1920 року створено комсомольську організацію. В листопаді вона об'єднувала 28 чоловік. Комсомольці відкрили свій клуб і бібліотеку політичної літератури, організовували лекції, бесіди, проводили суботники й загальне військове навчання.

### Міжвоєнний період
Після закінчення громадянської війни партосередок, сільська Рада мобілізували трудящих на відбудову господарства. В 1921 році на заводі винрадгоспу вже працював 51 чоловік. Підприємство дало першу свою продукцію — спирт. Але через рік його довелося закрити, бо обладнання виявилося застарілим, малопродуктивним. Внаслідок цього 1923 року припинив своє існування винрадгосп. За рішенням комітету незаможних селян, створеного в липні 1920 року, на землях радгоспу в січні 1924 року засновано трудову сільськогосподарську артіль «Ілліч», у якій об'єдналося 30 сімей (140 чоловік, з них працездатних 81). За господарством закріпили 280 гектарів орної і 35 — присадибної землі. Артілі передано також радгоспівський сільськогосподарський інвентар. На кінець 1925 року артіль уже об'єднувала 817 чоловік. Тут вирощували зернові, картоплю, льон і коноплі.
Поступово ставали до ладу промислові підприємства. У червні 1921 року відновив роботу крохмальний завод, а в 1925 році — спиртовий та лісопильний.
У зв'язку зі змінами в адміністративно-територіальному поділі в березні 1923 року Холми стали центром однойменного району. В цей час у селі налічувалося понад 3 тис. жителів. Було поліпшено охорону здоров'я трудящих. З 1924 року діяла лікарня й аптека. У двох початкових школах навчалося близько 300 учнів і працювало 11 учителів. Велася велика робота щодо ліквідації неписьменності серед дорослих, створено школу лікнепу. На початку 1922 року в селі відкрито народний будинок на 250 місць, бібліотеку для дорослих.
З 1929 року в Холмах розпочалася масова колективізація. Вона проводилася під керівництвом партійної організації, яка на 1 січня налічувала 46 комуністів. Активну участь у цій роботі брали комсомольці. У квітні 26 господарства об'єдналися в ТСОЗ, який у 1930 році перетворено в сільгоспартіль «Червоний маяк».
Незгідні з примусовою колективізацією підпалювали будинки тих, хто вступав до колгоспу, стріляли в комуністів. Так, було тяжко поранено двадцятип'ятитисячника робітника Конотопського паровозоремонтного заводу комуніста Бурденка. У 1930 і 1931 рр. виникло ще дві сільгоспартілі: «Іскра» й «Червона зірка».
Рішучий опір українського селянства Сталін вирішив зламати за допомогою голодового геноциду.
На 1 квітня 1935 року було колективізовано 92 % селянських дворів і 94 % посівної площі (2711 га). Восени 1935 року створено Холминську машинотракторну станцію, яка мала 31 трактор.
Міцніла економіка колгоспів, підвищувалася врожайність, з'явилися перші вантажні автомашини. Артіль «Червоний маяк» у 1938 році одержала з кожного гектара по 7,4 цнт волокна коноплі й була затверджена учасником Всесоюзної сільськогосподарської виставки. По 7,7 цнт коноплеволокна одержала з гектара бригада І. Г. Кириченка. В 1939 році вона зібрала з кожного гектара по 350 цнт овочів й також була учасником ВСГВ. Добрих успіхів добилися хлібороби колгоспу «Іскра». Напередодні війни вони виростили по 23,6 цнт ячменю, 14,5 цнт проса з гектара. Щоб досягти ще кращих показників, в артілях створювалися агрогуртки, де здобували агрономічні знання й переймали передовий досвід 16 ланкових і 45 рільників. У січні 1941 року діяла агрошкола. При Холминській МТС працювали курси трактористів, комбайнерів, шоферів, які відвідувало багато жінок, що відгукнулися на заклик знатного бригадира тракторної бригади Старобешівської МТС Донецької області П. М. Ангеліної — «Дівчата — за кермо!».
Нарощував потужності спиртовий завод. У 1935 році він виробив 115,4 тис. декалітрів спирту. Серед робітників підприємства широкого розмаху набрав стаханівський рух. 1938 року тут налічувалося 40 стахановців. Завдяки наполегливій праці їх, усього колективу, план 1939 року був перевиконаний на 28%. У 1940 році кількість стахановців зросла до 69 чоловік, цим званням були відзначені всі комуністи-виробничники. Систематично перевершував свої плани лісопильний завод, на якому 1940 року працювало 50 робітників.
Зростала торговельна мережа. В селі в 1941 році працювало 6 магазинів, їдальня, ресторан. Рік у рік підвищувався добробут трудящих. У 1939 році 1054 чоловіка були вкладниками ощадкаси. Сума їх збережень становила 238,5 тис. карбованців.
Жителів Холмів 1940 року обслуговувала лікарня на 50 ліжок, де працювало 3 лікарі й 12 медпрацівників з середньою спеціальною освітою. Діяла також аптека, на спиртовому заводі — медпункт. Особливо великі зміни сталися в розвитку освіти. 1926 року відкрито семирічну школу, 1936 року збудовано двоповерхове приміщення для школи-десятирічки, яка того ж року гостинно відкрила двері учням. Напередодні війни у ній навчалося 733 школярі й налічувалося 30 учителів. Тривала робота, спрямована на ліквідацію неписьменності серед дорослого населення: до 1938 року діяли школи лікнепу. В 1939 році створено вечірню школу.
В районному будинку культури, спорудженому в 1936 році, у двох колгоспних клубах і клубі спиртового заводу Працювали гуртки художньої самодіяльності, в яких 1940 року брали участь 300 чоловік. 1936 року відкрито кінотеатр. Діяли також районні бібліотеки для дорослих і для дітей. Виходила районна газета «За більшовицькі кадри».
Напередодні Німецько-радянської війни в Холмах було 4 первинні парторганізації: на спиртовому заводі, в МТС, райспоживспілці та в райвиконкомі, у яких налічувалося понад 60 комуністів. Вони йшли в авангарді соціалістичного змагання в колгоспах, на підприємствах, очолювали найвідповідальніші ділянки роботи. Міцною була комсомольська організація. Вона об'єднувала 200 членів ВЛКСМ. Разом з комуністами комсомольці багато уваги приділяли оборонній роботі. В 1940—1941 рр. проводилося військове навчання партактиву. Молодь складала норми на оборонні значки.

### Друга Світова війна
Вже на другий день після початку Німецько-радянської війни 105 мешканців села було мобілізовано до Червоної Армії. Жінки й чоловіки, які залишилися, з подвоєними зусиллями працювали в колгоспах, на заводах, в установах, 240 чоловік записалось у винищувальний батальйон. Ще в липні, коли фронт тільки наближався до села, обком партії створив Холминський підпільний райком КГІ України. Заготовлялася зброя, в навколишніх лісах закладалися продовольчі бази, було створено три комуністичні партизанські загони з 90 чоловік під командуванням 1. І. Водоп'яна, О. П. Балабан, Б. С. Туника. До них увійшли партійні організації райкому партії, райвиконкому, спиртового заводу, більш ніж половина комуністів Холмів, багато комсомольців, активістів. Підпільний райком партії у складі І. М. Курочки (перший секретар), І. І. Водоп'яна, Ф. К. Гузяра, I. П. Леоненка, С. С. Ярошенка, М. Д. Олійника, А. П. Михайленка, Г. Б. Биховського визначив явкові квартири у Н. О. Єременка, П. Д. Рудяк та Т. А. Єременко.
23 серпня 1941 року гітлерівці захопили село. З перших днів німецької окупації Холминський район став «партизанським краєм». Населення всіляко підтримувало партизанів, підпільників, щодня випікало й доставляло їм хліб, інші продукти [джерело?]. Щоночі в Холми приходили комуністи, партизани. Вони зустрічалися з місцевими жителями, діставали у них відомості про сили ворога, радили, як шкодити німцям. У Холминських лісах розгорнув свою діяльність підпільний обком партії. Тут склався кістяк партизанського з'єднання двічі Героя Радянського Союзу О. Ф. Федорова. До нього влилося три Холминські загони. 16 вересня в Холмах відбулася сесія районної Ради депутатів трудящих її відкрив член райвиконкому, один з секретарів підпільного райкому партії І. І. Водоп'ян. Він розповів про хід війни й заходи, яких потрібно вжити, щоб народне добро не дісталося німцям. Одностайно було прийнято рішення: колгоспну худобу й інвентар роздати по дворах, а коней передати комуністичним партизанським загонам. Частину провіанту й фуражу виділити партизанам, а решту взяти населенню на збереження.
В середині вересня в хаті К. Г. Дяченко відбулися перші збори підпільної комсомольської організації під назвою «Так починалося життя». На них були присутні секретарі підпільного райкому комсомолу I.С. Шутько і П. Н. Денисенко. Тут комсомольці дали урочисту присягу, в якій говорилося: «Вступаючи в ряди підпільної комсомольської організації „Так починалося життя“, я перед лицем своїх товаришів, перед Батьківщиною, перед усім моїм багатостраждальним народом даю клятву: вести смертельну боротьбу проти лютих ворогів, не шкодуючи свого життя, поки земля наша не буде вільною від фашистської погані. Клянуся чесно виконувати всі доручення, покладені на мене підпільною організацією, і краще вмерти, ніж зрадити своїх товаришів» [джерело?]. Був обраний комсомольський комітет у складі М. П. Єременка, О. Т. Омеляненка, К. Г. Дяченко. Секретарем обрали М. П. Єременка, який до війни працював інспектором райвідділу народної освіти. Згодом з окупованого Києва до села повернувся студент індустріального інституту Ф. Ф. Резніченко. Довідавшись про підпільну комсомольську організацію, він став активним її членом. Комсомольці-підпільники (а їх стало вже дев'ять) були першими помічниками партизанів. Вони добували зброю, ходили на зв'язок, у розвідку, виявляли розміщення німецьких частин, знешкоджували «зрадників», розповсюджували листівки, в яких інформувалося населення про події на фронтах. Члени організації «Так починалося життя» зібрали 4 револьвери, 10 гвинтівок, 5000 патронів, 68 гранат, 36 пар лиж і все це передали партизанам, а також розповсюдили 15 тис. листівок.
Ранком 7 листопада, на роковини Жовтневого перевороту як і під час радянської окупації, центр села був прикрашений лозунгами, кумачем, портретами керівників Комуністичної партії й уряду. На пожежній вежі майорів червоний прапор, встановлений за дорученням підпільного комсомольського штабу піонером В. Т. Омеляненком. На трибуні вивісили лозунг «Хай живе Великий Жовтень!», а на парканах та стовпах розклеїли листівки.
Гестапівці й поліція посилили репресії, шукали сміливців. За цих умов комітет комсомолу дав наказ підпільникам іти в ліс. Але до партизанів дісталися лише К. Г. Дяченко і Ф. І. Шевцова, яка згодом загинула. Решту затримала поліція. Два дні їх катували. Та, не маючи точних доказів, випустили під суворий нагляд поліції. Комсомольці знову почали діяти, але їх вистежили й 2 березня майже всіх заарештували. Гестапівці піддали молодих підпільників катуванням і 4 березня 1942 року М. П. Єременка, О. Т. Омеляненка, Ф. Г. Внукову, Л. Н. Ткаченка й Ф. Ф. Резніпенка розстріляли. Разом з ними стратили й 70-літню бабусю Каті — Д.3. Дяченко, яка допомагала комсомольській організації, стояла на варті під час засідань молодих підпільників, ходила по селах, збирала відомості тощо. Через кілька днів заарештували Н. В. Голяницьку, яку також убили. У центрі села, куди в 1943 році перенесли їх тіла, радянською владою споруджено пам'ятник, на якому викарбувані слова: «Вічна слава героям!». На стіні школи, де вчилися розстріляні, комуністами було встановлено меморіальну дошку. В день 20-х роковин перемоги СРСР в Другій Світовій війні відбулося урочисте відкриття меморіального комплексу холминським молодогвардійцям.
Партизани й підпільники Холмів завдавали ворогові великої шкоди, відволікали від фронту живу силу й техніку, перешкоджали постачанню. Гітлерівці посилали в Холмські ліси великі каральні загони, вбивали й грабували мирне населення. Через побоювання місцевого населення щодо можливості відплатних акцій з боку партизанів, селяни довго не могли обрати старосту, а німці — завербувати хоча б кількох поліцаїв. Лише на початку 1942 року німецьке командування, стягнувши в село великі військові сили, створило тут свою адміністрацію. Від рук німців у Холмах загинуло 125 чоловік, з них 34 дітей. За будь-яку підозру в зв'язках з партизанами німці розстрілювали цілими сім'ями. Так загинули П. Г. Шеремет, його дружина Марія Григорівна, дочка Галя восьми років і син Анатолій шести років, а також Л. О. Омелянепко, його дружина Євдокія Степанівна з маленьким Вітею на руках і шестирічна донька Валя. Гітлерівці вивезли до Німеччини близько 120 юнаків та дівчат, спалили сотні будинків і господарських приміщень.
15 вересня 1943 року частини Червоної Армії звільнили село від німецьких загарбників. Згодом, в 2002 році, головою селищної ради М. М. Баклажко було введено нову традицію — святкувати День селища саме 15 вересня.
На фронтах Німецько-радянської війни на стороні СРСР воювали 539 жителів села, з них 311 було нагороджено радянськими орденами й медалями. 90 — воювали в партизанських загонах. М. Д. Єременко, П. Д. Мусієнко командували взводами «народних месників». Серед партизанів були також жінки: К. С. Моложон, Н. М. Мальчик, Н. І. Самокиш, Г. І. Іскевич, О. І. Прохоренко, кулеметниця М. М. Зозуля. 168 мешканців села загинули в складі військових формувань на стороні СРСР.

### Післявоєнний період
Уже з перших днів трудящі дружно взялися за відбудову зруйнованого господарства. Було відновлено всі колгоспи. Механізатори-жінки склали з прихованих частин перші 7 тракторів для Холминської МТС, яка, починаючи з 1 листопада, обслуговувала колгоспи. Але тягла все ж не вистачало. В плуги доводилося впрягати корів. Наприкінці 1943 року дали продукцію спиртовий та лісопильний заводи, маслозавод. З 15 жовтня була відбудована друкарня, де набиралася районна газета «Червоний партизан», перейменована 23 січня 1944 року в «Соціалістичний шлях». Велику допомогу у відбудові господарства надала держава, народи братніх республік. 1944 року в колгоспи з Саратовської області прибуло 27 корів, з Челябінська до МТС надійшло 13 тракторів, 5 автомашин передали спиртовому заводу частини Червоної Армії.
Жителі Холмів, щоб прискорити перемогу над ворогом, не шкодували ні сил, ні коштів. На будівництво танкової колони вони зібрали й передали 970 тис. крб. Хлібороби артілі «Червоний маяк» взяли шефство над військовим госпіталем.
Як у тилу, так і на фронтах, холминці разом з усім радянським народом кували перемогу над ворогом. І вона прийшла. В листі до ЦК ІШ(б)У та РНК УРСР 9 травня 1945 року трудящі села писали: «Немає слів, щоб висловити почуття вдячності Червоній Армії. На цю історичну перемогу ми відповімо новими трудовими успіхами, ще ширше розгорнемо соціалістичне змагання в боротьбі за врожай, за гідну зустріч воїнів-переможців. Не пошкодуємо сил, щоб відбудувати колгоспи, МТС і промислові підприємства, зробимо все для того, щоб ще більше зміцнити воєнно-економічну могутність нашої країни».
Свого слова вони дотримали. У колгоспах будувалися тваринницькі приміщення, збільшувалося поголів'я худоби. Тільки в 1949—1950 рр. було споруджено два нові телятники, два свинарники, кормокухню та інші громадські приміщення. Між Холминським і Корюківським районами розгорнулося соціалістичне змагання за вирощування високих урожаїв усіх сільськогосподарських культур і піднесення громадського тваринництва. Більшість механізаторів МТС систематично перевиконувала свої завдання. Промислові підприємства в 1950 році давали вже більше продукції, ніж до війни.
Значна увага приділялася медичному обслуговуванню населення. Одразу після визволення села відновила роботу лікарня. В 1950 році у ній налічувалося 50 ліжок й працювало 3 лікарі та 13 працівників середнього медперсоналу. До послуг населення була аптека, дитячі ясла.
Зростала культура села. У середній школі, яка в жовтні 1943 року прийняла учнів, на 1950 рік налічувалося 614 школярів і 28 учителів. З культурно-освітніх закладів діяли районний будинок культури, кінотеатр, два клуби. Жителів з 1944 року обслуговувала районна бібліотека.
Після відбудови почався подальший розвиток колгоспного господарства. За 1953—1960 рр. було споруджено: 9 тваринницьких приміщень, зерносховище, 2 вітряні водокачки, автомайстерня. У 1957 році всі три артілі об'єдналися в колгосп «Червоний маяк». За ним було закріплено 3251 га землі, в тому числі 2085 га орної. Зміцніла технічна база господарства, в 1959 році тут налічувалося 17 тракторів, 12 автомашин, 10 різних комбайнів та ін. У 1965 році проведено електрифікацію артілі.
Велику роль у піднесенні колгоспного виробництва відіграла партійна організація артілі, створена в 1954 році. На 1 січня 1971 року в ній налічувалося 68 чоловік. Завдяки роботі комуністів, спрямованій на розгортання соціалістичного змагання хліборобів, піднесення культури землеробства, запровадження агрономічної науки в практику, рік у рік підвищувалася врожайність сільськогосподарських культур і в 1971 році становила: пшениці — 18 цнт, картоплі — 120, овочів — 183, льоноволокна — 5,0 цнт з гектара. На кожну корову надоєно 2607 кг молока, вироблено на 100 га угідь 98,3 цнт м'яса.
За вирощування високих урожаїв овочів — 500 цнт капусти, 287 цнт помідорів і 172 цнт огірків — бригадира садово-городньої бригади О. М. Лося в 1966 році відзначено орденом «Знак Пошани». Таку нагороду також отримала свинарка М. Й. Єремишина, яка одержала по 21 поросяті від свиноматки. Неухильно зростають грошові доходи колгоспників. Якщо в 1967 році оплата трудодня становила 2 крб 57 коп., то в 1971 році — 3 крб 50 коп.
З січня 1959 року МТС була реорганізована в РТС, а з лютого 1963 року на її базі створено Холминське відділення «Сільгосптехніки». 1970 року в відділенні побудовано приміщення для проведення профілактики автомашин, майстерню ремонту комбайнів, для якої надійшло обладнання з Грузії й Казахстану.
Швидкими темпами розвивається промисловість. З кожним роком збільшує потужність спиртовий завод. 1960 року тут вироблялось 69 тис. декалітрів спирту, в 1971 році — 214 тис.
У 1958 році побудовано цегельний завод, де працює 75 чоловік. 1970 року тут виготовлено 3 млн штук цегли. В січні 1962 року засновано лісгоспзаг. У 1970 році на підприємстві збудовано три нові цехи: деревообробний, виготовлення хвойно-вітамінного борошна та плит з дерев'яних стружок.
Після відбудови Холми весь час зростають. У травні 1958 року вони були віднесені до категорії селищ міського типу. 30 листопада 1960 року Холминський район було ліквідовано, селище відійшло до Семенівського, з 1968 року — до Сосницького, а з 1969 року — до Корюківського районів. Однак це не затримало розвитку Холмів. Крім промислових, будувалися підприємства побутового обслуговування населення, які в 1967 році об'єдналися в комбінат. За 1966—1971 рр. тут споруджено 181 будинок загальною площею 7787 м². З'явилися вулиці Нова, Дачна. Виконком селищної Ради разом з промисловими підприємствами й колгоспом багато уваги приділяють доброустрою Холмів. Тільки в 1970 році замощено понад 2 км доріг. З 1965 року електросітка селища підключена до ліній передач Чернігівської ТЕЦ. Добре розвинута торговельна мережа. Населення обслуговує 15 магазинів, 2 їдальні.
У селищі широка сітка лікувальних закладів. Діє лікарня на 75 ліжок, де працює 12 лікарів і 40 чоловік середнього медперсоналу. 1972 року побудовано нове лікарняне приміщення на 50 ліжок. Є також амбулаторія, жіноча та дитяча консультації, медлабораторія, рентген-кабінет, аптека. У 1970 році коштом колгоспу збудована поліклініка.
Зростає кількість учнів, які навчаються в середній школі, й у 1971 році налічувалося 881 школяр і 50 учителів. Створені всі умови для задоволення культурних потреб населення. У 1961 році споруджено новий будинок культури, де демонструються кінофільми, читаються лекції, відбуваються тематичні вечори, працюють гуртки художньої самодіяльності. Крім того, діють клуби на спиртовому заводі, в колгоспі. На 1971 рік у селищній, шкільній та бібліотеці «Сільгосптехніки» налічувалося близько 50 тис. книг і понад дві тисяч, читачів. Проводиться значна робота, спрямована на патріотичне виховання молоді. У 1968 році на честь 50-річчя ВЛКСМ відкрито музей комсомольської слави, а в 1969 році засновано музей колгоспної слави. Лише з неподільних фондів колгоспу на культурно-освітницьку роботу серед хліборобів у 1970 році асигновано приблизно 20 тис. карбованців.
З 24 серпня 1991 року село належить до незалежної України.

## Населення

### Чисельність населення
| 1959 | 1979 | 1989 | 2001 | 2016 | 2022 |
| ---- | ---- | ---- | ---- | ---- | ---- |
| 4226 | 3794 | 3583 | 3268 | 2726 | 2459 |

### Розподіл населення за рідною мовою(2001)
| українська мова | російська |
| --------------- | --------- |
| 98,34 %         | 1,41 %    |

## Персоналії
- Авдієвський Юрій Іванович — український артист балету. Заслужений артист України (1987).
- Біда Віталій Іванович (* 1960) — український лікар.
- Костецький Володимир Миколайович — радянський живописець, народний художник УРСР (1960), член-кореспондент Академії Художеств СРСР (1967).
- Махній Віктор Петрович (*18.08.1946, смт Холми, Корюківський район, Чернігівська область — 17.07.2019, м. Чернівці) — професор кафедри оптики та видавничо-поліграфічної справи Інституту фізико-технічних і комп'ютерних наук Чернівецького Національного університету ім. Юрія Федьковича.
- Науменко Олег Геннадійович (1989—2015) — сержант МВС України, учасник російсько-української війни.
- Новикова Марія Вікентіївна (1900—1985) — українська художниця.
- Черниш Олександр Панкратович — український археолог, доктор історичних наук, професор.